# Domaine de Toyooka
Le domaine de Toyooka (豊岡藩, Toyooka-han) est un domaine féodal japonais de la période Edo situé au voisinage de Kinosaki, province de Tajima, de nos jours préfecture de Hyōgo. Le quartier général administratif se trouve d'abord au château de Toyooka, (maintenant Toyooka), et plus tard au jin'ya de Toyooka.

## Histoire
Le domaine est créé en 1600 à la suite de la bataille de Sekigahara. Durant cette bataille, Nagafusa Sugihara combat du côté des forces de l'Ouest (vaincues), mais il épouse la fille d'Asano Nagamasa, lequel est en faveur auprès du vainqueur, Tokugawa Ieyasu, et Nagafusa reçoit le fief d'une valeur de 25 000 koku.
Pendant la période Edo, les daimyos appartiennent soit à la classe des fudai daimyo (clans des proches) qui sont des vassaux héréditaires alliés des Tokugawa, soit à celle des tozama daimyo (clans externes). Il peut arriver que des occasions se présentent pour ceux qui ne sont pas fudai et les Sugihara tiennent le domaine jusqu'à ce que leur lignée s'éteigne en 1653. Le deuxième daimyo meurt sans fils et son neveu prend la tête du domaine. Mais il meurt sans héritier à l'âge de 17 ans, ce qui met un terme à la domination des Sugihara sur le domaine de Toyooka qui passe alors sous le contrôle du shogunat Tokugawa.
En 1668, le shogunat octroie le domaine au clan Kyōgoku, une branche cadette du tozama. Takamori Kyōgoku y est transféré en provenance du domaine de Tanabe. À Toyooka, le quartier général de Takamori se trouve dans un jin'ya plus petit et ses descendants dirigent le domaine jusqu'à l'abolition du système han (août 1871).

## Personnalités de Toyooka
Ōishi Riku, femme d'Ōishi Kuranosuke, chef des 47 rōnin, est la fille de Tsuneyoshi Ishizuka, principal Karō de Toyooka. Elle retourne vivre avec son père à Toyooka à l'époque de la revanche des rōnin.
En 2009, Takaharu Kyōgoku devient premier prêtre (kannushi) du Yasukuni-jinja. C'est le 15e chef du clan Kyōgoku de Toyooka depuis la restauration de Meiji.

## Liste des daimyos
- Nagafusa Sugihara
- Shigenaga Sugihara
- Shigeharu Sugihara

Fief retourné au shogunat
- Takamori Kyōgoku
- Takazumi Kyōgoku
- Takayoshi Kyōgoku
- Takanori Kyōgoku
- Takanaga Kyōgoku
- Takakazu Kyōgoku
- Takaari Kyōgoku
- Takayuki Kyōgoku
- Takaatsu (Toyooka) Kyōgoku